# Amt Baldenau

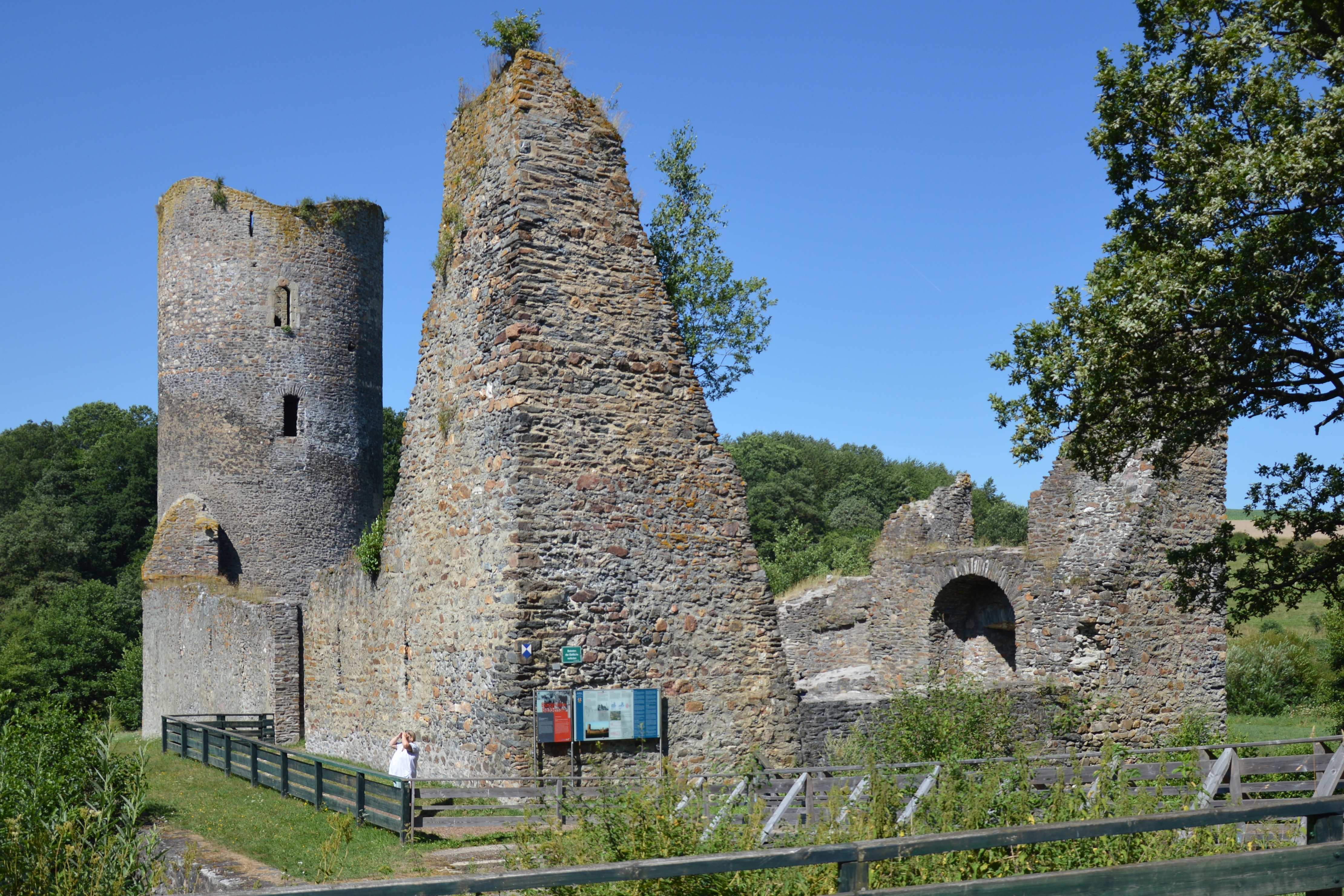
Burg Baldenau

Das Amt Baldenau war ein vom 14. Jahrhundert bis zum Ende des 18. Jahrhunderts bestehender Verwaltungs- und Gerichtsbezirk im Kurfürstentum Trier. Es war Teil des Ober-Erzstiftes Trier und dem Oberamt Bernkastel nachgeordnet. Namensgebend war die ab 1315 erbaute Burg Baldenau.

## Zugehörige Orte
Am Ende des HRR bestand das Amt aus den Orten: Bischofsthron, Commen, Heinzerath, Hinzerath, Hontheim, Horath, Hoschel, Longcamp, Moersbach, Morbach, Morscheid, Rapperath, Wederath, Wingerath und Wolsburg. Daneben bestanden 4 Frohnstätten (2 in Frohnhofen und 2 in Kleinich). Der Ort Emmeroth gehörte ursprünglich zum Amt wurde aber an Pfalz-Zweibrücken vertauscht.

## Geschichte
Im 15. Jahrhundert sind mit Rulmann von Partenheim und Clas von Nattenheim zwei Amtmänner überliefert.
Erzbischof Johann VI. (1556–1567) ordnete am 26. November 1556 mit Zustimmung der Landstände in Koblenz eine vierjährige Landsteuer an. Je 1000 Gulden Vermögen betrug die Steuer 3,5 Gulden. Am 20. Juli 1563 forderte er Berichte aller Ämter an, die über die Orte und die dortigen Steuerzahler Auskunft geben sollte. Im Amt Baldenau gab es danach 254 Feuerstellen in folgenden Orten:
| Ortschaft                  | Zahl Feuerstellen |
| -------------------------- | ----------------- |
| Longkamp                   | 39                |
| Kommen                     | 12                |
| Horath                     | 19                |
| Merschbach                 | 8                 |
| Morscheid, Hoxel, Wolzburg | 22                |
| Gutenthal                  | 9                 |
| Heinzerath                 | 21                |
| Wederath                   | 10                |
| Rapperath                  | 18                |
| Morbach                    | 25                |
| Hontheim                   | 25                |
| Hinzerath                  | 22                |
| Wenigerath                 | 13                |
| Bischofsdhron              | 12                |

Einige Orte waren teilweise den Ämtern Hunolstein und Baldenau zinspflichtig.
1779 war Joseph Nepomuk Erbschenk, Freiherr von Schmidburg Amtmann.
Mit der Einnahme des Linken Rheinufers durch französischen Revolutionstruppen wurde das Amt nach 1794 aufgelöst. In der Franzosenzeit gehörte das Gebiet zum Département de la Sarre.